# Gnophos bundeli
Gnophos bundeli är en fjärilsart som beskrevs av Shchetkin och Jaan Viidalepp 1980. Gnophos bundeli ingår i släktet Gnophos och familjen mätare. Inga underarter finns listade i Catalogue of Life.